# Lancashire County Cricket Club
Lancashire County Cricket Club – angielski pierwszoklasowy klub krykietowy z siedzibą w Manchesterze. Wielokrotny mistrz kraju.
W zawodach jednodniowych występuje pod nazwą Lancashire Lightning.

## Historia
Klub został założony 12 stycznia 1864 roku w Manchesterze z połączenia kilkunastu mniejszych klubów działających w różnych miastach hrabstwa Lancashire. Pierwsze lokalne mecze odbywały się najczęściej w Manchesterze, Liverpoolu, Preston i Blackburn.
W dniach 20-22 lipca 1865 roku Lancashire po raz pierwszy zmierzyło się z innym hrabstwem, ogrywając na Old Trafford Middlesex 62 punktami.

## Tytuły
Odmiana wielodniowa:
- County Championship: 1897, 1904, 1926, 1927, 1928, 1930, 1934, 1950, 2011

Odmiana jednodniowa:
- Gillette/NatWest/C&G Trophy: 1970, 1971, 1972, 1975, 1990, 1996, 1998
- Sunday/National/Pro40 League: 1969, 1970, 1989, 1998, 1999
- Benson and Hedges Cup: 1984, 1990, 1995, 1996
- Refuge Cup: 1988